# Distractive Killusions
Distractive Killusions – trzeci album studyjny polskiej grupy muzycznej Vesania. Wydawnictwo ukazało się zimą 2007 roku nakładem wytwórni muzycznej Napalm Records. W Polsce płyta ukazała się w 2008 roku nakładem Mystic Production. Album został poprzedzony singlem Rage of Reason, który ukazał się tylko w Polsce nakładem Empire Records. Na singlu ukazał się utwór "Slow Consolation Calm", który nie znalazł się na Distractive Killusions.
Gościnnie w nagraniach wziął udział wokalista zespołu Proghma-C - Piotr Gibner, który zaśpiewał w utworze "Infinity Horizon".

## Lista utworów
Opracowano na podstawie materiału źródłowego.
| Nr  | Tytuł utworu                                | Słowa                | Muzyka                                 | Długość |
| --- | ------------------------------------------- | -------------------- | -------------------------------------- | ------- |
| 1.  | „Narrenschyff”                              | Orion                | Orion, Daray, Heinrich, Siegmar, Valeo | 6:00    |
| 2.  | „The Dawnfall (Hamartia and Hybris)”        | Orion                | Orion, Daray, Heinrich, Siegmar, Valeo | 4:57    |
| 3.  | „Infinity Horizon”                          | Orion                | Orion, Daray, Heinrich, Siegmar, Valeo | 4:49    |
| 4.  | „Rage of Reason”                            | Orion                | Orion, Daray, Heinrich, Siegmar, Valeo | 5:52    |
| 5.  | „Of Bitterness and Clarity”                 | Orion                | Orion, Daray, Heinrich, Siegmar, Valeo | 4:42    |
| 6.  | „Silence Makes Noise (Eternity - The Mood)” | Orion, T. Wroczynski | Orion, Daray, Heinrich, Siegmar, Valeo | 4:47    |
| 7.  | „Hell Is for Children”                      | Orion                | Orion, Daray, Heinrich, Siegmar, Valeo | 4:58    |
| 8.  | „Aesthesis”                                 | Orion                | Orion, Daray, Heinrich, Siegmar, Valeo | 5:04    |
| 9.  | „Distractive Cryscendo”                     | Orion                | Orion, Daray, Heinrich, Siegmar, Valeo | 1:56    |
| 10. | „Neurodeliri (cover Bulldozer)”             |                      |                                        | 4:53    |
|     |                                             |                      |                                        | 47:58   |

| Rage of Reasons (singel) | Rage of Reasons (singel)           | Rage of Reasons (singel) | Rage of Reasons (singel)               | Rage of Reasons (singel) |
| Nr                       | Tytuł utworu                       | Słowa                    | Muzyka                                 | Długość                  |
| ------------------------ | ---------------------------------- | ------------------------ | -------------------------------------- | ------------------------ |
| 1.                       | „Rage of Reason”                   | Orion                    | Orion, Daray, Heinrich, Siegmar, Valeo | 04:01                    |
| 2.                       | „Rage of Reason (Edycja singlowa)” | Orion                    | Orion, Daray, Heinrich, Siegmar, Valeo | 05:54                    |
| 3.                       | „Slow Consolation Calm”            | Orion                    | Orion, Daray, Heinrich, Siegmar, Valeo | 04:30                    |
|                          |                                    |                          |                                        | 14:25                    |

## Twórcy
Opracowano na podstawie materiału źródłowego.
| Zespół Vesania w składzie - Tomasz "Orion" Wróblewski – gitara, śpiew, produkcja muzyczna, miksowanie, mastering, aranżacje - Dariusz "Daray" Brzozowski – perkusja, aranżacje - Filip "Heinrich" Hałucha – gitara basowa - Krzysztof "Siegmar" Oloś – instrumenty klawiszowe, gitara, aranżacje - Marcin "Valeo" Walenczykowski – gitara |  | Dodatkowi muzycy - Piotr Gibner – gościnnie śpiew (utwór 3) Produkcja - Szymon Czech – inżynieria, miksowanie, mastering, produkcja muzyczna - Krzysztof "Sado" Sadowski – zdjęcia - Tanzteufel – okładka, oprawa graficzna |

## Wydania
| Rok  | Nr katalogowy    | Format              | Wydawca           | Region         | Źródło |
| ---- | ---------------- | ------------------- | ----------------- | -------------- | ------ |
| 2007 | NPR 219          | CD, Album, Promo    | Napalm Records    | Austria/Europa | [ 10 ] |
| 2007 | NPR 219          | CD, Album           | Napalm Records    | Austria/Europa | [ 10 ] |
| 2007 | NPR 219          | CD, Album, Ltd, Dig | Napalm Records    | Austria/Europa | [ 10 ] |
| 2007 | IROND CD 07-1363 | CD, Album           | Irond Records     | Rosja          | [ 10 ] |
| 2008 | MYSTCD 049       | CD, Album, Ltd, Dig | Mystic Production | Polska         | [ 10 ] |